# Elisabeth Shue
Elisabeth Shue (* 6. října 1963 Wilmington, Delaware) je americká filmová herečka, jejíž dosud nejvýraznější rolí je hlavní postava prostitutky Sery ve snímku Leaving Las Vegas (1995), za níž obdržela řadu ocenění a nominací, mimo jiné nominaci na Oscara, kterého získal za nejlepší mužský výkon v hlavní roli tohoto filmu Nicolas Cage.

## Soukromý život
Narodila se v delawareském Wilmingtonu roku 1963. Matka Anne Harmsová (za svobodna Wellsová) byla bankéřka, viceprezidentka vnitřní divize korporace Chemical Banking. Otec James Shue pracuje jako právník a realitní makléř, zastával funkci prezidenta International Food and Beverage Corporation. Aktivně působí v republikánské straně, za níž v roce 2008 neúspěšně kandidoval v New Jersey do Senátu USA. Mladší bratr Andrew je také herec.
Vyrůstala v newjerseyských okresech Bergen a Essex. Rodiče se rozvedli, když navštěvovala čtvrtou třídu základní školy. Absolvovala střední školu Columbia High School v Maplewoodu, po níž pokračovala studiem na Harvardově univerzitě, ze které odešla rozhodnuta věnovat se pouze herecké kariéře. Ovšem později se na Harvard vrátila a v roce 2000 zde promovala (zaměření státní správa).
V roce 1994 se provdala za Davise Guggenheima, režiséra televizního seriálu Deadwood produkovaného HBO, který také režíroval filmy Fáma, Holky fotbal nehrajou či seriály Jednotka zvláštního určení a Melrose Place. Mají syna Milese Williama (nar. 1997) a dcery Stellu Street (nar. 2001) a Agnes Charlesu (nar. 2006). Synovo prostřední jméno William je památkou na jejího druhého stejnojmenného bratra, který zemřel roku 1988 ve věku dvaceti šesti let během koupání na prázdninách.

## Filmografie

### Film
| Rok  | Název                     | Role                       | Poznámky |
| ---- | ------------------------- | -------------------------- | --- |
| 1983 | Somewhere, Tomorrow       | Margie                     | |
| 1984 | Karate Kid                | Ali Mills                  | dabing: Nela Boudová, Jitka Ježková |
| 1986 | Link                      | Jane Chase                 | Nominace — Cena Saturn pro nejlepší herečku |
| 1987 | Noční dobrodružství       | Chris Parker               | dabing: Taťjana Medvecká |
| 1988 | Koktejl                   | Jordan Mooney              | |
| 1989 | Návrat do budoucnosti II  | Jennifer Parker/McFly      | dabing: Jana Mařasová, Jitka Ježková |
| 1990 | Návrat do budoucnosti III | Jennifer Parker            | dabing: Eva Spoustová, Jitka Ježková |
| 1991 | Bublifuk                  | Lori Craven                | dabing: Klára Jandová |
| 1991 | Muž na ženění             | Adele Horner               | dabing: Veronika Gajerová |
| 1993 | Twenty Bucks              | Emily Adams                | |
| 1993 | Srdce a duše              | Anne                       | dabing: Miriam Chytilová |
| 1994 | Radio Inside              | Natalie                    | |
| 1995 | Leaving Las Vegas         | Sera                       | Cena chicagských filmových kritiků pro nejlepší herečku Cena dallaských filmových kritiků pro nejlepší herečku Independent Spirit Award pro nejlepší herečku v hlavní roli Cena losangeleských filmových kritiků pro nejlepší herečku Cena Národní společnosti filmových kritiků pro nejlepší herečku Nominace — Oscar pro nejlepší herečku Nominace — BAFTA pro nejlepší herečku v hlavní roli Nominace — Chlotrudisova cena pro nejlepší herečku Nominace — Zlatý glóbus pro nejlepší herečku v hlavní roli Nominace — Screen Actors Guild Award pro nejlepší herečku v hlavní roli dabing: Dagmar Čárová |
| 1995 | Skryté zlo                | Susan Crenshaw             | dabing: Lucie Kožinová |
| 1996 | Zpětná reakce             | Annie Kay                  | dabing: Lucie Juřičková |
| 1997 | Svatý                     | Dr. Emma Russell           | dabing: Sabina Laurinová |
| 1997 | Pozor na Harryho          | Fay                        | |
| 1998 | Cousin Bette              | Jenny Cadine               | |
| 1998 | Palmetto                  | Paní Donnelly/Rhea Malroux | dabing: Lucie Juřičková |
| 1999 | Molly                     | Molly McKay                | dabing: Tereza Duchková |
| 2000 | Muž bez stínu             | Linda McKay                | dabing: Tamara Kotrbová |
| 2002 | Tajemství nesmrtelných    | vypravěčka                 | pouze hlas; dabing: Jarmila Švehlová |
| 2004 | Mysterious Skin           | Mrs. McCormick             | |
| 2005 | Hra na schovávanou        | Elizabeth                  | dabing: Lucie Svobodová |
| 2005 | Snílek                    | Lilly Crane                | dabing: René Slováčková |
| 2007 | Paranoia                  | Laura                      | |
| 2007 | Holky fotbal nehrajou     | Lindsay Bowen              | |
| 2008 | Hamlet na kvadrát         | sama sebe                  | |
| 2009 | Waking Madison            | Dr. Elizabeth Barnes       | |
| 2009 | Don McKay                 | Sonny                      | |
| 2010 | Piraňa 3-D                | šerifka Julie Forester     | |
| 2010 | Janie Jones               | Mary Ann Jones             | |
| 2010 | Waking Madison            | Dr. Elizabeth Barnesová    | |
| 2012 | Druhá šance               | Karen                      | |
| 2012 | Dům na konci ulice        | Sarah Cassidy              | |
| 2012 | Na divoké vlně            | Kristy Moriarity           | |
| 2014 | Behaving Badly            | Pamela Bender              | |
| 2017 | Souboj pohlaví            | Priscilla Wheelan          | |
| 2017 | Přání smrti               | Lucy Kersey                | |
| 2020 | Greyhound                 | Eva Krause                 | |

### Televize
| Rok       | Název                                  | Role                | Poznámky                            |
| --------- | -------------------------------------- | ------------------- | ----------------------------------- |
| 1982      | The Royal Romance of Charles and Diana | Lynn Osborne        | TV film                             |
| 1984–1985 | Call to Glory                          | Jackie Sarnac       | hlavní role, 23 dílů                |
| 1987      | Barva peněz                            | Kathy Shelton       | díl: „Double Switch“                |
| 1992      | The General Motors Playwrights Theater | Alice Adams         | díl: „Hale the Hero“                |
| 1993      | Snílek                                 | Maura Barish        | díl: „Oral Sex, Lies and Videotape“ |
| 1994      | Slepá spravedlnost                     | Caroline            | TV film                             |
| 2001      | Amy & Isabelle                         | Isabelle Goodrow    | TV film                             |
| 2009      | Larry, kroť se                         | Virginia            | díly: „Officer Krupke“ a „Seinfeld“ |
| 2012      | Americký táta                          | detektiv Lacey Sole | díl: „Less Money, Mo' Problems“     |
| 2012–2015 | Kriminálka Las Vegas                   | Julie Finlay        | hlavní role, 71 dílů                |
| 2015      | Blunt Talk - Plané řeči                | Suzanne Mayview     | díl: „The Queen of Hearts“          |
| 2019      | The Boys                               | Madelyn Stillwell   | hlavní role, 8 dílů                 |
| 2019      | Constance                              | Constance Young     |                                     |